# Salzburg-Anif Challenger 2021
Il Salzburg-Anif Challenger 2021 è stato un torneo maschile di tennis giocato sulla terra rossa. È stata la 4ª edizione del torneo e faceva parte della categoria Challenger 125 nell'ambito dell'ATP Challenger Tour 2021. È stato giocato dal 5 all'11 luglio 2021 ad Anif (Salisburgo), in Austria.

## Partecipanti

### Teste di serie
| Nazionalità | Giocatore               | Ranking* | Testa di serie |
| ----------- | ----------------------- | -------- | -------------- |
| Brasile     | Thiago Monteiro         | 81       | 1              |
| Uruguay     | Pablo Cuevas            | 84       | 2              |
| Argentina   | Federico Coria          | 87       | 3              |
| Argentina   | Facundo Bagnis          | 92       | 4              |
| Spagna      | Roberto Carballés Baena | 100      | 5              |
| Giappone    | Tarō Daniel             | 103      | 6              |
| Colombia    | Daniel Elahi Galán      | 112      | 7              |
| Spagna      | Carlos Taberner         | 113      | 8              |

- Ranking al 28 giugno 2021.

### Altri partecipanti
I seguenti giocatori hanno ricevuto una wild card per il tabellone principale:
- Jakob Aichhorn
- Peter Heller
- Maximilian Neuchrist

I seguenti giocatori sono entrati in tabellone come alternate:
- Matteo Viola

I seguenti giocatori sono passati dalle qualificazioni:
- Alexander Erler
- Nicolás Jarry
- Jiří Lehečka
- Denis Yevseyev

## Punti e montepremi
| Torneo    | Torneo              | V      | F      | SF    | QF    | 2T    | 1T    | Q    | Q2   | Q1   |
| Singolare | Punti               | 125    | 75     | 45    | 25    | 10    | 0     | 5    | 2    | 0    |
| Singolare | Premi in denaro (€) | 18 290 | 10 770 | 6 370 | 3 710 | 2 180 | 1 320 | N.D. | 660  | 330  |
| Doppio    | Punti               | 125    | 75     | 45    | 25    | N.D.  | 0     | N.D. | N.D. | N.D. |
| Doppio    | Premi in denaro (€) | 7 870  | 4 570  | 2 740 | 1 630 | N.D.  | 920   | N.D. | N.D. | N.D. |

## Campioni

### Singolare
Facundo Bagnis ha sconfitto in finale  Federico Coria con il punteggio di 6-4, 3-6, 6-2.

### Doppio
Facundo Bagnis /  Sergio Galdós hanno sconfitto in finale  Robert Galloway /  Alex Lawson con il punteggio di 6-0, 6-3.